# Hối lộ

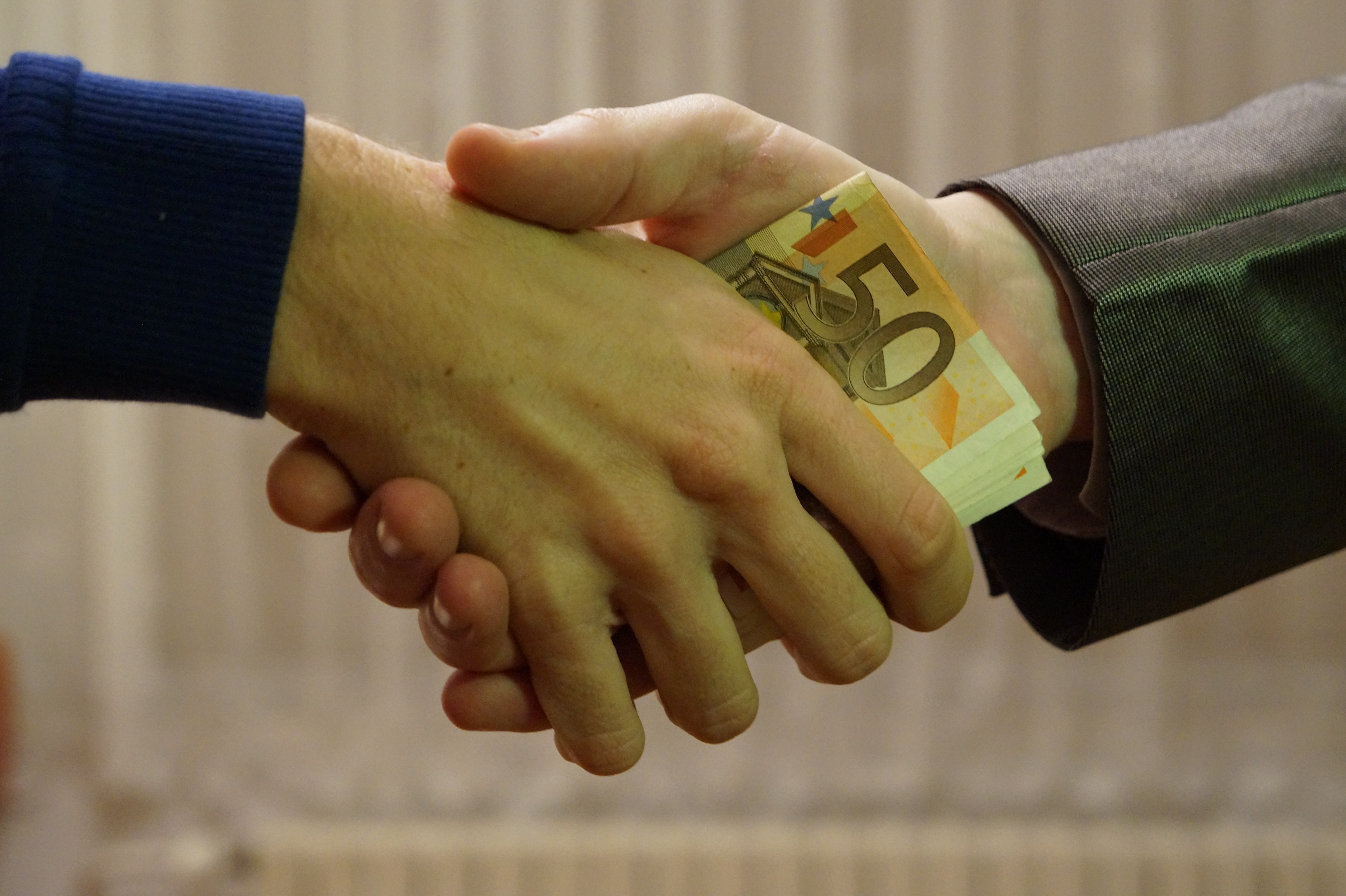
Hối lộ

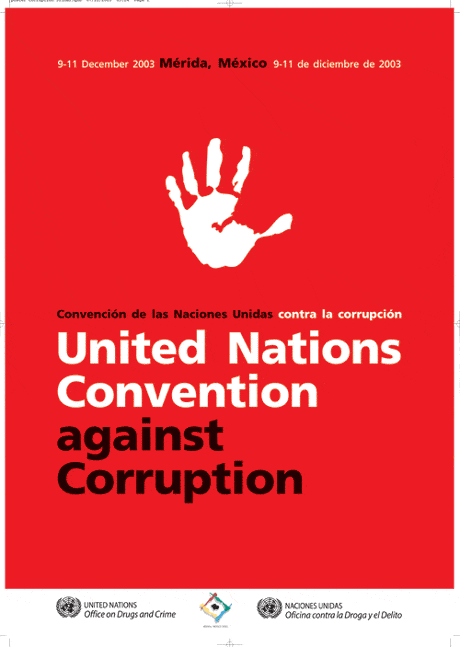
Công ước phòng chống tham nhũng

Hối lộ, hay mãi lộ, đút lót, là hành vi đưa tiền, hoặc vật phẩm có giá trị, hoặc những lợi ích vật chất hoặc tinh thần, hoặc những thứ khác khiến cho người nhận cảm thấy hài lòng, để mong muốn người nhận giúp đỡ mình thực hiện hành vi trái pháp luật.